# 역사기념물 (프랑스)

역사기념물 로고로, 랭스 대성당에 있는 미궁를 기반으로 한다.

역사기념물(프랑스어: Monument historique)은 1837년 9월 29일에 설립된 프랑스의 문화 유산 보호 제도에 근거해 보호하는 문화재에 부여되는 칭호이다. 공공(공유), 사유, 동산, 부동산을 불문하며, 건축물 또는 부지의 계단, 정원, 인테리어 등 특정 부분에도 주어질 수 있다. 2014년 현재 44,318건의 부동산이 역사적 기념물로 지정되어 있다.
역사기념물에는 프랑스의 역사적 유산의 보호와 복구에 해당하는 여러 단체에 의해 결성된 REMPART 동맹의 공식 로고가 붙여 진다. 이 로고는 세계유산에 등록되어 있는 랭스 대성당 바닥에 그려진 미궁 문양을 나타낸 것이다.

## 같이 보기
- 유산등록
- 프랑스의 세계유산